# Người Udege
Udege (Удэгейцы trong tiếng Nga; tên tự gọi: удээ và удэхе, phiên âm latinh: udee và udehe) là một dân tộc sống ở các vùng Primorsky Krai và Khabarovsk Krai tại Nga. Họ sinh sống dọc theo các chi lưu của các sông Ussuri, Amur, Kungari và Anyuy. Người Udege nói tiếng Udege, thuộc Hệ ngôn ngữ Tungus. Dân tộc này có các đức tin như thuyết vật linh, đạo thờ vật tổ và shaman giáo. Người Udege chủ yếu sống nhờ săn bắn, đánh cá và thu lượm nhân sâm. Theo điều tra năm 2002, có 1.657 người Udege tại Nga, tăng so với 1.500 vào năm 1970).
Các điểm định cư lớn nhất của người Udege là:

- Vùng Khabarovsk: Gvasiugidi và Arsenievo

- Vùng Primorsky: Agzu, Krasny Yar và Olon